# Hugo Karel František ze Salm-Reifferscheidt-Raitze
Hugo Karel František kníže a starohrabě ze Salm-Reifferscheidt-Raitze (německy Hugo Karl Franz zu Salm-Reifferscheidt-Raitz, někdy jen jako Hugo Salm, 9. listopadu 1832 Praha – 12. května 1890 Vídeň), byl moravsko-rakouský šlechtic z rodu Salm-Reifferscheidt-Raitz. Působil jako statkář a politik z Moravy, v 2. polovině 19. století poslanec Říšské rady.

## Biografie

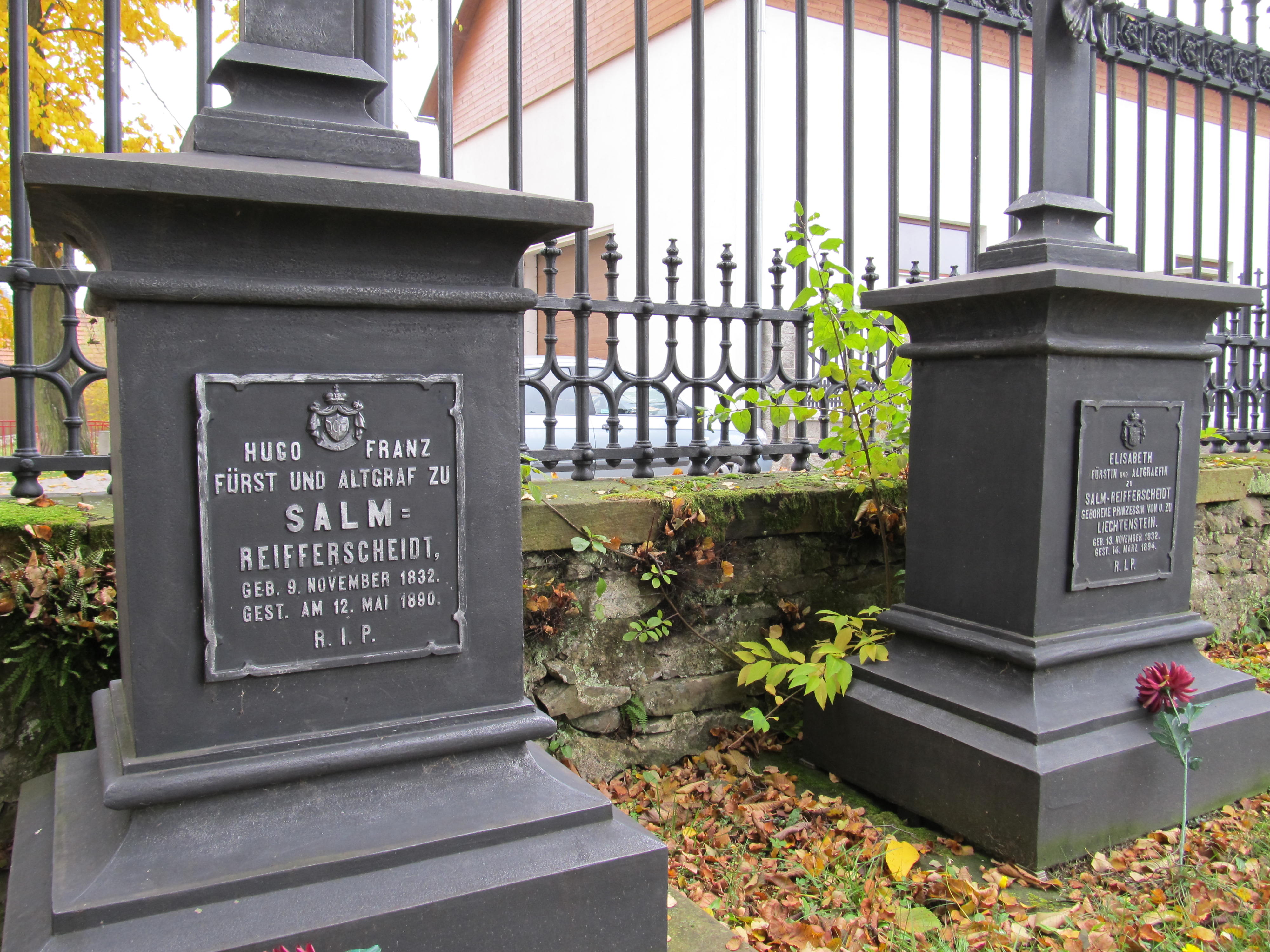
Hrob knížete Hugo Salma na rodinném hřbitově ve Sloupu

Pocházel z vlivného šlechtického rodu. Jeho otec Hugo Karel Eduard ze Salm-Reifferscheidt-Raitze byl moravským zemským hejtmanem. Bratr Siegfried ze Salm-Reifferscheidu byl rovněž politicky aktivní. Sestra Augusta ze Salm-Reifferscheidt-Raitze se provdala za předáka české konzervativní šlechty Jindřicha Jaroslava z Clam-Martinic.
Po smrti otce se v roce 1888 stal Hugo Karel František hlavou rájecké větve rodu. Byl jí ovšem jen dva roky, do své smrti. Fakticky ovšem rodové panství vedl od roku 1878, kdy se otec stáhl z aktivního výkonu svých vlastnických práv. Zasloužil se o další rozvoj železáren v Blansku, kde se produkovala umělecká litina. V roce 1882 se stal předsedou moravsko-slezské zemědělské společnosti. Zasedal jako předseda přírodovědného spolku v Brně. Byl známý i jako mecenáš umění.
Byl veřejně a politicky činný. V zemských volbách v roce 1878 se stal poslancem Moravského zemského sněmu. Reprezentoval velkostatkářskou kurii, II. sbor. Mandát obhájil v zemských volbách v roce 1884. Uvádí se jako ústavověrný velkostatkář.
Působil i jako poslanec Říšské rady (celostátního parlamentu Předlitavska), kam usedl ve volbách roku 1879 za velkostatkářskou kurii na Moravě. Ve volebním období 1879–1885 byl zmiňován jako starohrabě Hugo Salm, statkář, bytem Vídeň. Po volbách v roce 1879 ho Národní listy uvádí jako konzervativního velkostatkáře. Podle jiných dobových zdrojů ovšem patřil k provídeňské a centralistické Straně ústavověrného velkostatku.
V roce 1888, když zemřel jeho otec, byl povolán po něm do Panské sněmovny (nevolená horní komora Říšské rady).
Zemřel v květnu 1890 ve svém paláci na Landstrasse ve Vídni následkem osypky a s ní spojeného zánětu plic. Pohřební průvod se konal ve Vídni, pak mělo být tělo převezeno do rodinné hrobky v Sloupu.

## Rodina
Ve Vídni se 12. června 1858 stala jeho manželkou princezna Alžběta z Lichtenštejna (13. 11. 1832 Vídeň – 14. 3. 1892 Vídeň) z karlovské sekundogenitury, dcera Karla Františka z Lichtenštejna (1790–1865) a jeho choti Františky Bruntálské z Vrbna (1799–1863). Měli pět dětí, z toho dva syny. Mladší Karel ze Salm-Reifferscheidt-Raitze zdědil panství Budkov u Třebíče, starší Hugo Leopold ze Salm-Reifferscheidt-Raitze byl pokračovatelem hlavní rodové linie.

### Děti
- 1. Marie Leopoldina (5. 6. 1859 Vídeň – 29. 6. 1897 Marčan, Vinica)
  - ⚭ I. (1878) hrabě Karel Lanckoroński (4. 11. 1848 Vídeň – 15. 7. 1933 Vídeň), JUDr., cestovatel, spisovatel a císařský nejvyšší komoří 1913–1916, rozvedli se roku 1882
  - ⚭ II. (1882) hrabě Marko Bombelles (18. 10. 1858 Marčan, Vinica – 8. 9. 1912 tamtéž)
- 2. Hugo Leopold (2. 12. 1863 Vídeň – 31. 12. 1903 Rájec nad Svitavou)
  - ⚭ (1891) Eleonora ze Šternberka (8. 1. 1873 Pohořelice – 3. 10. 1960 Vídeň)[2][5][10]
- 3. Alžběta (10. 12. 1867 Vídeň – 19. 1. 1888 Blansko), zemřela na poporodní komplikace
  - ⚭ (1885) hrabě Vladimír II. Mitrovský z Mitrovic a Nemyšle 24. 7. 1864 Sokolnice – 21. 1. 1930 Baden)
- 4. Karel (12. 1. 1871 Vídeň – 29. 6. 1927 Vídeň), zdědil panství Budkov u Třebíče
  - ⚭ (1905) Alžběta z Fürstenbergu (31. 5. 1878 Lány – 10. 3. 1939 Řím)
- 5. Eleonora (13. 10. 1873 Vídeň – 23. 9. 1966)
  - ⚭ (1894) hrabě Jan Albert z Herbersteinu (12. 11. 1864 Vídeň – 20. 3. 1945)